# 合恩角短吻獅子魚
合恩角短吻獅子魚，為輻鰭魚綱鮋形目杜父魚亞目獅子魚科的其中一種，分布於西南大西洋的合恩角東北部海域，棲息深度約2394公尺，為深海底棲性魚類，屬肉食性，生活習性不明。

## 擴展閱讀
維基物種上的相關：合恩角短吻獅子魚